# Correia Pinto
Correia Pinto là một đô thị thuộc bang Santa Catarina, Brasil. Đô thị này có diện tích 651,614 km², dân số năm 2007 là 14838 người, mật độ 22,8 người/km².